# Eugène Fraysse
Jean Eugène Fraysse (Parigi, 4 maggio 1870 – Parigi, 1º maggio 1950) è stato un calciatore francese.

## Carriera
In carriera giocò nel Racing Club di Parigi.
Fu tra i 13 calciatori che rappresentarono la Francia nel torneo di calcio dell'Olimpiade 1900 di Parigi, giocando per l'occasione col Club Français; in quell'occasione vinse la medaglia d'argento.

## Palmarès
| Anno | Manifestazione | Sede   | Evento | Risultato | Note |
| ---- | -------------- | ------ | ------ | --------- | ---- |
| 1900 | Olimpiadi      | Parigi | Calcio | Argento   |      |